# Bandita (singolo)
Bandita è un singolo del rapper italiano Jake La Furia, pubblicato il 29 giugno 2018 dalla Sony Music.

## Tracce
1. Bandita – 3:24 (Jake La Furia, Filippo Gabbani)

## Classifiche
| Classifica (2018) | Posizione massima |
| ----------------- | ----------------- |
| Italia            | 72                |